# Taygetis latifascia
Taygetis latifascia är en fjärilsart som beskrevs av Hans Fruhstorfer 1907. Taygetis latifascia ingår i släktet Taygetis och familjen praktfjärilar. Inga underarter finns listade i Catalogue of Life.